# Гужман, Шанана
Кай Рала Шана́на Гужма́н (Гусман; порт. Kay Rala Xanana Gusmão, настоящее имя Жозе Алешандре Гусман, порт. José Alexandre Gusmão; род. 20 июня 1946) — государственный деятель Восточного Тимора, один из архитекторов независимости страны. С 1 июля 2023 года премьер-министр Восточного Тимора. Он был первым Президентом Восточного Тимора (2002—2007).

## Биография
Жозе Алешандри Гужман родился 20 июня 1946 года в Лалейя, Португальский Тимор. Псевдоним «Шанана» (порт. Xanana) был взят им в честь американской рок-группы Sha Na Na.
В 1971 году Гужман вступил в Движение за независимость Восточного Тимора (ФРЕТИЛИН). В 1974 году переворот в Португалии привёл к началу деколонизации португальского Тимора, и вскоре после этого губернатор Марио Лемос Пирес объявил о планах предоставить колонии независимость. В 1978 году были разработаны планы проведения всеобщих выборов с целью независимости. В течение большей части 1975 года между двумя соперничающими группировками в португальском Тиморе происходила ожесточённая внутренняя борьба. Гужман стал тесно связан с фракцией ФРЕТИЛИН, и в результате он был арестован и заключён в тюрьму конкурирующей фракцией Тиморским демократическим союзом (UDT) в середине 1975 года. Воспользовавшись внутренним беспорядком и с целью поглощения колонии, Индонезия немедленно начала кампанию дестабилизации, и частые рейды в португальский Тимор были организованы из Индонезийского Западного Тимора. К концу 1975 года фракция ФРЕТИЛИН получила контроль над португальским Тимором, и Гужман был освобождён из тюрьмы. Ему была назначена должность пресс-секретаря организации «ФРЕТИЛИН». 28 ноября 1975 года ФРЕТИЛИН провозгласил независимость португальского Тимора «Демократической Республикой Восточный Тимор», и Гужман был ответственным за съёмку церемонии. Девять дней спустя Индонезия вторглась в Восточный Тимор. В то время, когда Гужман посещал друзей за пределами Дили, он стал свидетелем вторжения с холмов. В течение следующих нескольких дней он искал свою семью.
В ноябре 1992 года арестован контролировавшими Восточный Тимор индонезийскими властями и в мае 1993 года приговорён к пожизненному заключению (президент Индонезии Сухарто сократил срок до 20 лет тюрьмы). В 1999 году, после передачи контроля над Восточным Тимором администрации ООН, освобождён и вернулся в страну.
В 2002—2007 годах — первый президент независимого Восточного Тимора. В 2007 году отказался баллотироваться на второй срок, поддержав Жозе Рамуш-Орту, и создал новую партию Национальный конгресс за тиморское восстановление. После её победы на выборах с 8 августа 2007 по 16 февраля 2015 — премьер-министр, затем занял пост министра планирования и стратегических инвестиций.

## Индонезийская оккупация
После назначения «Временного правительства Восточного Тимора» Индонезией Гужман активно участвовал в деятельности по сопротивлению. Гужман был в значительной степени ответственен за уровень организации, который развивался в сопротивлении, что в конечном итоге привело к его успеху. В первые дни Гусман ходил из деревни в деревню, чтобы получить поддержку и новобранцев. Но после того, как в начале 1980-х Фретилин потерпел несколько серьёзных неудач, в том числе неудачную попытку государственного переворота 1984 года против Гужмана, возглавляемую четырьмя старшими офицерами фалинтильцев, включая Маука Морука. Гужман покинул ФРЕТИЛИН и поддерживал различные центристские коалиции, став в конечном итоге ведущим противником ФРЕТИЛИНА. К середине 1980-х годов он был крупным лидером. В начале 1990-х годов Гужман стал глубоко вовлечённым в дипломатию и управление средствами массовой информации и сыграл важную роль в предупреждении мира о резне в Дили, которая произошла в Санта-Крус 12 ноября 1991 года. Гужман дал интервью многим крупным средствам массовой информации и получил всемирное внимание.
В результате его высокого профиля, Гужман стал главной целью правительства Индонезии. Кампания по его захвату была окончательно успешной в ноябре 1992 года. В мае 1993 года правительство Индонезии предало суду Гужман, приговорил его и приговорил к пожизненному заключению. Он был признан виновным по статье 108 Уголовного кодекса Индонезии (мятеж), Закон №. 12 от 1951 г. (незаконное владение огнестрельным оружием) и статья 106 (попытка отделить часть территории Индонезии). Он выступил в свою защиту и был назначен адвокатами защиты до начала судебного разбирательства. В августе 1993 года президент Индонезии Сухарто заменил этот приговор сроком на 20 лет. Несмотря на то, что Гужман не был освобождён до конца 1999 года, он успешно руководил сопротивлением изнутри тюрьмы с помощью Керсти Меча. Ко времени его освобождения его регулярно посещали представители Организации Объединённых Наций и такие высокопоставленные лица, как Нельсон Мандела.

## Переход к независимости

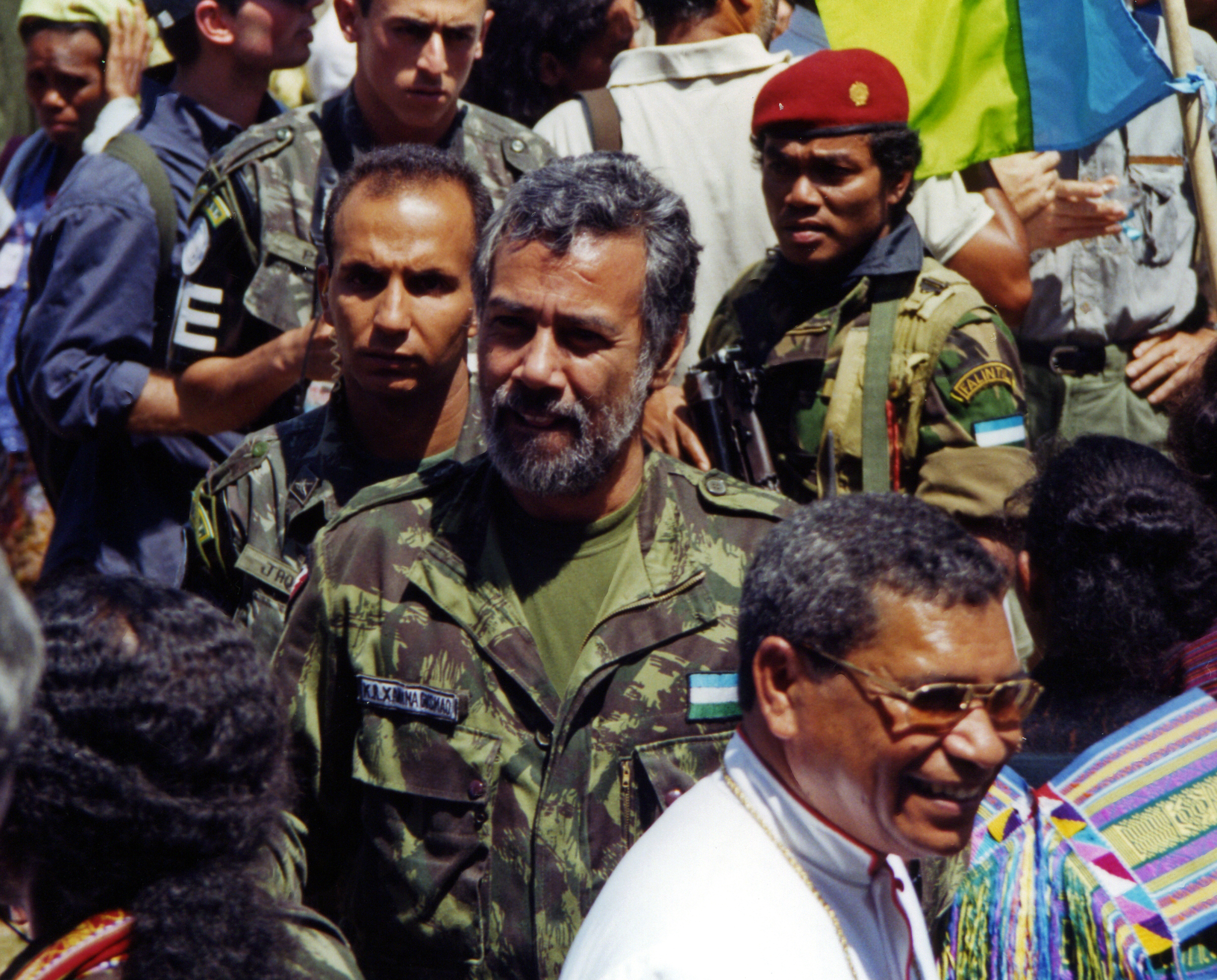
Возвращение Гужмана в Айлеу после ареста в Индонезии

30 августа 1999 года в Восточном Тиморе был проведён референдум, и подавляющее большинство проголосовало за независимость. В результате индонезийские военные начали кампанию террора с ужасными последствиями. Хотя индонезийское правительство отрицало приказ об этом наступлении, его широко осуждали за неспособность предотвратить его. В результате подавляющего дипломатического давления со стороны Организации Объединённых Наций, оказанного Португалией с конца 1970-х годов, а также Соединёнными Штатами и Австралией в 1990-х годах, в Восточный Тимор вошли санкционированные ООН международные силы по поддержанию мира под руководством Австралии (ИНТЕРФЕТ) и Гужман был наконец освобождён. По возвращении в родной Восточный Тимор он начал кампанию примирения и восстановления.
Гужман был назначен на руководящую должность в администрации ООН, которая управляла Восточным Тимором до 20 мая 2002 года. В течение этого времени он постоянно проводил кампанию за единство и мир в Восточном Тиморе, и его обычно считали де-факто лидером формирующейся нации. Выборы состоялись в конце 2001 года, и Гужман, одобренный девятью партиями, но не ФРЕТИЛИН, баллотировался как независимый и был удобно избран лидером. В результате он стал первым президентом Восточного Тимора, когда он стал формально независимым 20 мая 2002 года. Гужман опубликовал автобиографию с отдельными статьями под названием Противостоять победе. Он — главный рассказчик фильма «Путешествие героя» / «Где восходит солнце», документального фильма 2006 года о нём и Восточном Тиморе. По словам режиссёра Грейс Фан, это «глубокий взгляд на личную трансформацию» человека, который помог сформировать и освободить Восточный Тимор.

## Выборы президентом (2002) до сегодняшнего дня

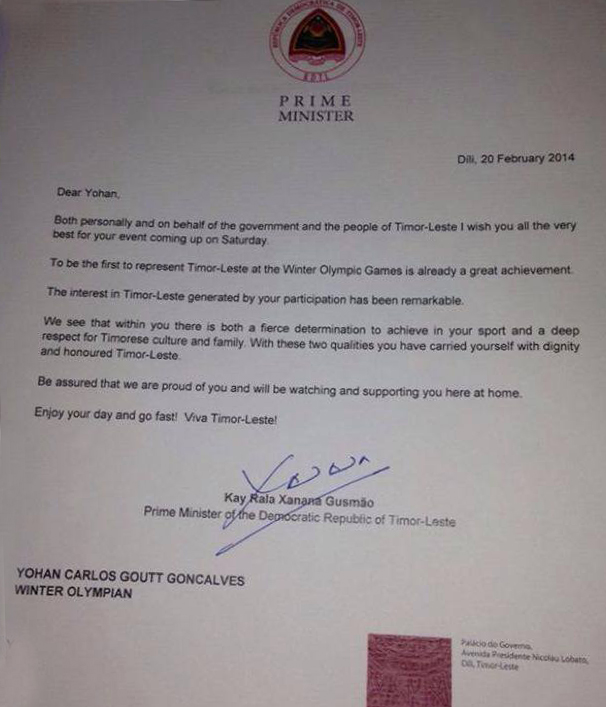
В марте 2015 года он является министром планирования и стратегических инвестиций Восточный Тимор.

Президентские выборы в апреле 2002 года дали ему громкую победу, сделав его первым президентом Восточного Тимора, когда страна стала формально независимой 20 мая 2002 года.
В начале 2007 года он объявил, что не баллотируется на переизбрание. С целью выдвижения на законодательные выборы 30 июня была создана новая политическая партия, сокращённо НКРТ, такая же, как старый Национальный совет тиморского сопротивления, что вызывает противоречия. Из предвыборного акта он назначается новым премьер-министром страны, что стало результатом поствыборных коалиций с другими оппозиционными политическими силами, хотя его партия не была наиболее проголосованной.
В марте 2015 года он является министром планирования и стратегических инвестиций Восточного Тимора.

## Независимый Восточный Тимор

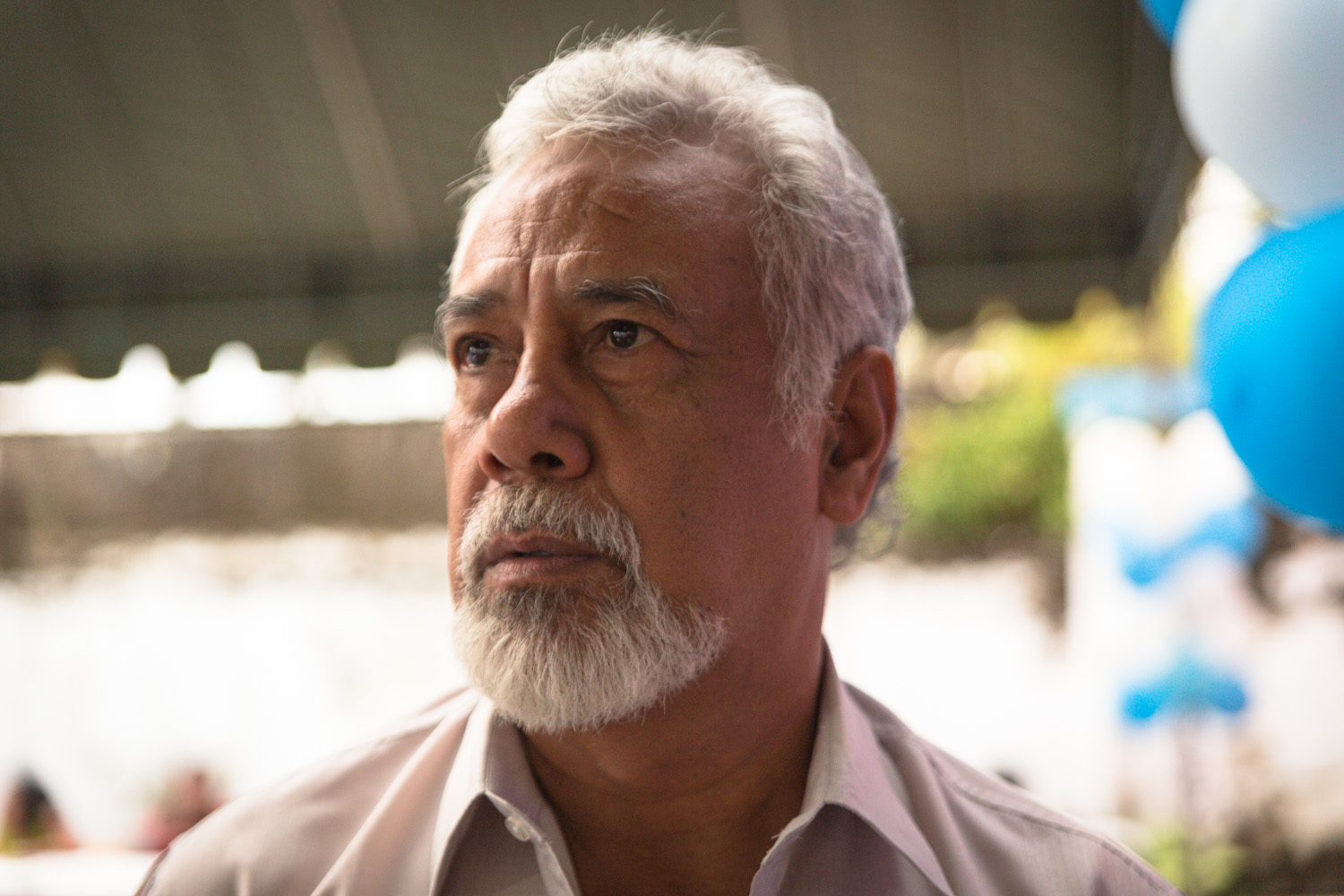
Хосе Александр «Кей Рала» Шанана Гужман

Гужман с Президентом Бразилии Дилмой Русеф в 2011 году

### Кризис 2006 года
21 июня 2006 года Гужман призвал Премьер-министра Мари Алькатири уйти в отставку, в противном случае он заявил, что обвинения в том, что Алькатири приказал ударному отряду угрожать и убить своих политических противников, вызвали большую негативную реакцию. Высокопоставленные члены партии «ФРЕТИЛИН» встретились 25 июня, чтобы обсудить будущее Алькатири на посту премьер-министра, на фоне протеста, в котором приняли участие тысячи людей, призывающих Алькатири уйти в отставку вместо Гужмана. Несмотря на получение вотума доверия от его партии, 26 июня 2006 года Алькатири подал в отставку, чтобы положить конец неопределённости. Объявляя об этом, он сказал: «Я заявляю, что готов уйти в отставку с поста премьер-министра правительства … во избежание отставки Его Превосходительства Президента Республики [Шананы Гужман]». Обвинения «ударного отряда» против Алькатири были впоследствии отвергнуты комиссией ООН, которая также раскритиковала Гужмана за подстрекательские заявления во время кризиса.

### После отставки
Гужман отказался баллотироваться на новый срок на президентских выборах в апреле 2007 года. В марте 2007 года он сказал, что возглавит новый Национальный конгресс по восстановлению Тимора (НКРТ) на парламентских выборах, запланированных на конец года, и сказал, что он готов стать премьер-министром, если его партия победит на выборах. Его сменил президент Хосе Рамуш Орта 20 мая 2007 года. НКРТ занял второе место на парламентских выборах в июне 2007 года после ФРЕТИЛИНА, получив 24,10 % голосов и 18 мест. Он получил место в парламенте как первое имя в списке кандидатов НКРТ. НКРТ объединилась с другими партиями, чтобы сформировать коалицию, которая бы имела большинство мест в парламенте. После нескольких недель споров между этой коалицией и ФРЕТИЛИН по поводу того, кто должен формировать правительство, Рамос-Орта объявил 6 августа, что возглавляемая НКРТ коалиция сформирует правительство и что Гужман станет премьер-министром 8 августа. Гужман был приведён к присяге в президентском дворце в Дили 8 августа.
11 февраля 2008 года автоколонна с Гужманом была обстреляна через час после того, как президент Хосе Рамуш-Орта был ранен в живот. Резиденция Гужмана также была занята повстанцами.

## Премий и награды

### Премии

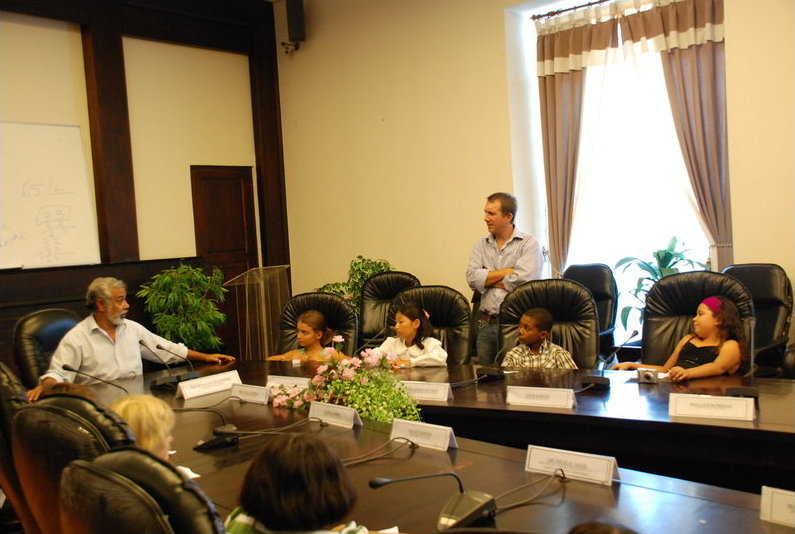
Встреча Студенты СОП — Дили Международная школа, 22 октября 2009

В 1999 году Гужмана была присуждена Сахаровская премия за свободу мысли.
В июле 2000 года Гужман был назначен почётным компаньоном Новозеландского ордена за заслуги (НОЗ) за развитие отношений между Новой Зеландией и Восточным Тимором.
В 2000 году он был удостоен Сиднейской премии мира за то, что был «мужественным и принципиальным лидером за независимость восточнотиморского народа».
Также в 2000 году он выиграл первую премию Кванджу по правам человека, созданную в честь «отдельных лиц, групп или учреждений в Корее и за рубежом, которые внесли свой вклад в продвижение и продвижение прав человека, демократии и мира посредством своей работы».
В 2002 году он был удостоен премии Север-Юг Совета Европы.
Гужман является видным членом Фонда Сержиу Виейры ди Меллу.
Студенческий ресторан в Уорикском университете в Ковентри, Соединённое Королевство, был назван его именем «Ксананас».

### Награды
- Орден Свободы (Португалия) 1993 года
- Орден Святых Михаила и Георгия (Великобритания) 2003 года
- Орден Инфанта дона Энрике (Португалия) 2007 года
- Орден Южного Креста (Бразилия) 2007 года
- Орден Заслуг (Новая Зеландия) 2008 года